# Wigand Persuhn
Wigand Persuhn (Blumenau, 22 de setembro de 1917 – Indaial 14 de setembro de 2003) foi um político brasileiro.
Filho de Walter Alberto Persuhn e de Maria Persuhn. Em 1940 casou com Rita Hardt, com quem teve filhos.
Foi deputado à Assembleia Legislativa de Santa Catarina na 1ª legislatura (1947 — 1951).